# Триз, Джеффри
Роберт Джеффри Триз (англ. Robert Geoffrey Trease) (11 августа 1909, Ноттингем — 27 января 1998, Лондон) — британский писатель, автор детских исторических романов.
С 1934 по 1997 опубликовал около 113 книг, которые были переведены на 20 языков.

## Биография
Роберт Джеффри Триз родился 11 августа 1909 года в Ноттингеме. Не желая идти по стопам отца, который был торговцем вином, Триз с раннего детства решил, что станет писателем. Дед Триза был историком, что повлияло на будущую карьеру писателя.
В школьные годы писал рассказы, стихи, пьесы в трёх действиях, которые впоследствии читал одноклассникам.
Позже учился в Оксфордском университете, где (по признанию Триза) ему было скучно.
После Оксфорда переехал в Лондон, где целиком и полностью отдался писательской деятельности.
Творчество
Дебют в печати состоялся в 1934 году, когда была опубликована книга Триза «Луки против баронов» (англ. Bows Against the Barons).
Триз получил известность как автор детской исторической прозы. В своих книгах Триз стремился к исторической достоверности. В 1949 году в своей работе «Сказки из школы» (англ. Tales Out of School) Триз первым выдвинул тезис, что детская литература должна стать предметом серьёзного изучения и обсуждения.
В 1934 году в Советском Союзе был издан на английском языке роман Триза «Bows Against the Barons» («Луки против баронов»). В 1935 году в СССР была напечатана (также на английском языке) книга Триза «Товарищи в борьбе за хартию» в 1935 году. В повести рассказывалось о детях, принимавших участие в чартистском движении в Англии в середине XIX века. Книги были выпущена издательством «Co-operative Publishing Society of Foreign Wokers in the U.S.S.R.» В 1960 году в СССР вышел сборник «Ключ к тайне» (М. Дет. лит. 1960), включающий повести «Ключ к тайне» (англ. Cue for Treason (1940), перевод с английского С. Майзельс), «За хартию!» (англ. Comrades for the Charter (1934), перевод с английского С. Майзельс) и «Разыскиваются...» (англ. Missing from Home (1937), перевод с английского Ю. Полякова). В 1964 году СССР вышла книга «Фиалковый венец» (англ. The Crown of Violet (1952), перевод с английского И. Гуровой) (М. Дет. лит. 1964). В 1966 году в СССР на русском языке с рисунками Б.Дехтерева издали книгу «Холмы Варны» (англ. The Hills of Varna (1948)) также в переводе с английского И. Гуровой. Помимо множества разнообразных романов и повестей, в конце жизни Триз написал автобиографию: «Дуновение в утомленной лодке», «Смех в двери» и «Прощай, Хиллз!»